# 十勝平野

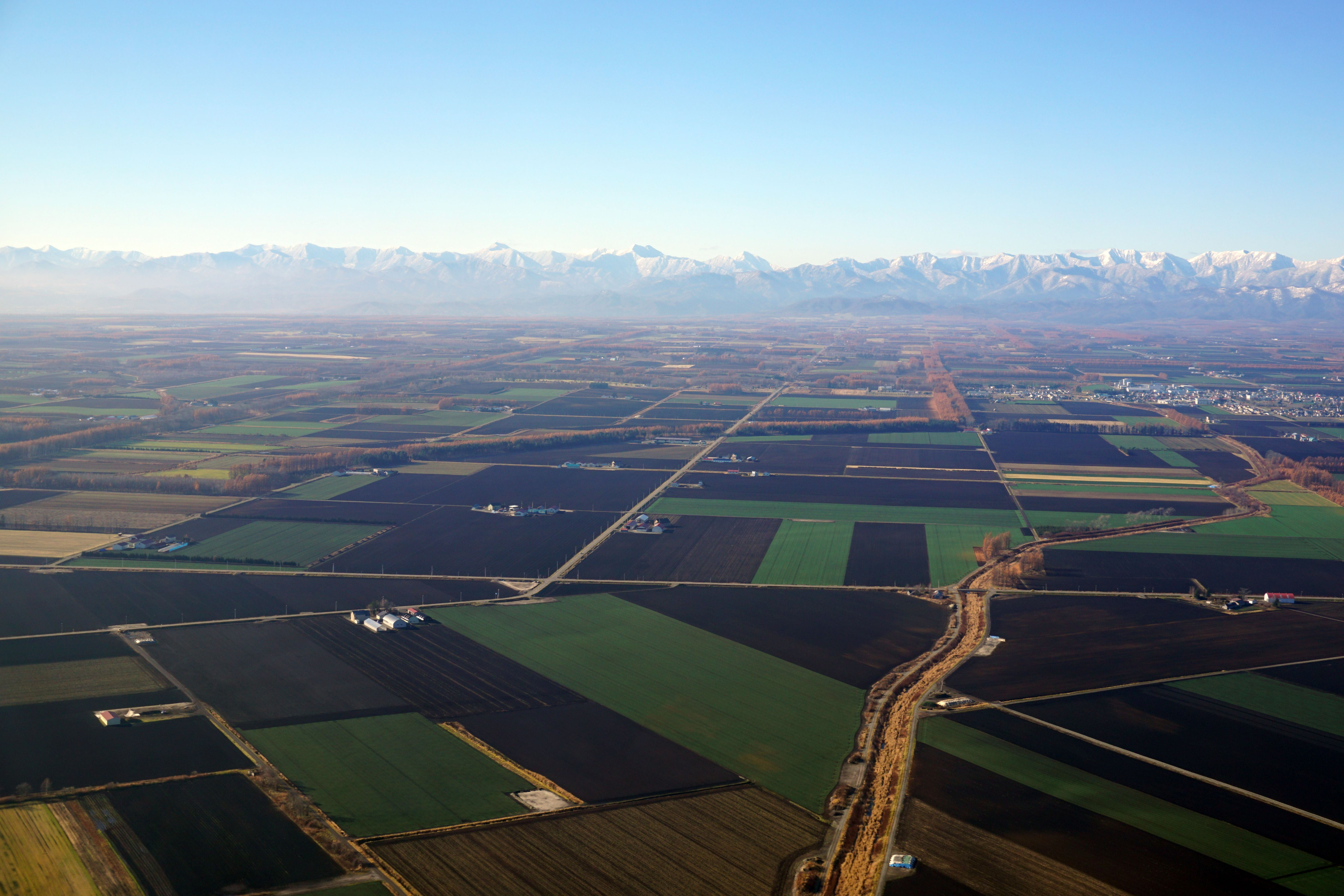
十勝平野、大規模な農場の空撮

十勝平野（とかちへいや）は、北海道東部の台地性の平野であり、日本国内では関東平野、石狩平野に次いで、3番目に広い平野である。畑作が盛んである。

## 概要

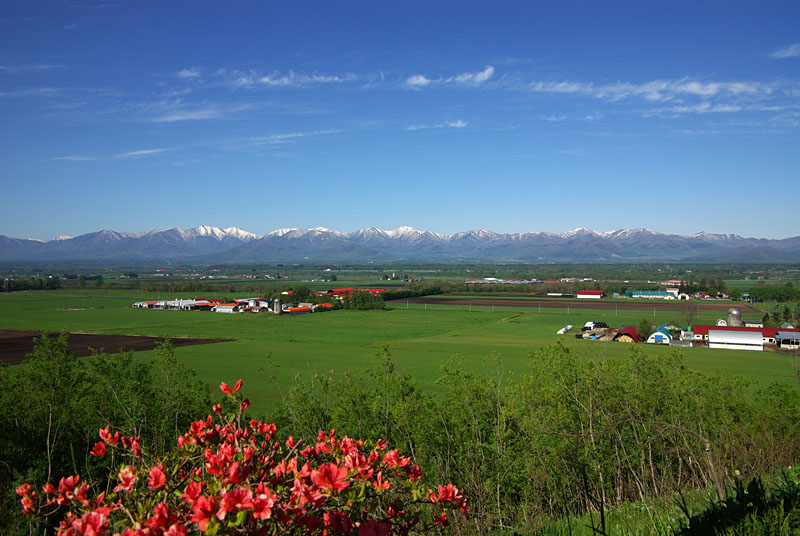
大規模な農園が広がる十勝平野

西は日高山脈、北は石狩山地、東は白糠丘陵に囲まれており、南部は太平洋に面している。十勝平野は、面積3,600km2。中心地は帯広市で、滝川と根室を結ぶ根室本線が通る。幕別町、池田町、大樹町等がある。主要河川に十勝川、札内川、音更川がある。
土地は火山灰を多く含み、カラマツやシラカバの防風林が景観上の特色を成している。
農業は、広い耕地に機械を活用した大規模農業が盛んであり、畑作や酪農が中心である。大豆、小豆、甜菜、じゃがいもなどの有数な産地であり、北海道一の畑作地帯である。